# Weststadt (Karlsruhe)

Localização de Weststadt na cidade de Karlsruhe

Weststadt é um bairro de Karlsruhe. Está localizado entre os bairros Innenstadt-West e Mühlburg, ao longo dos dois lados da Kaiserallee.

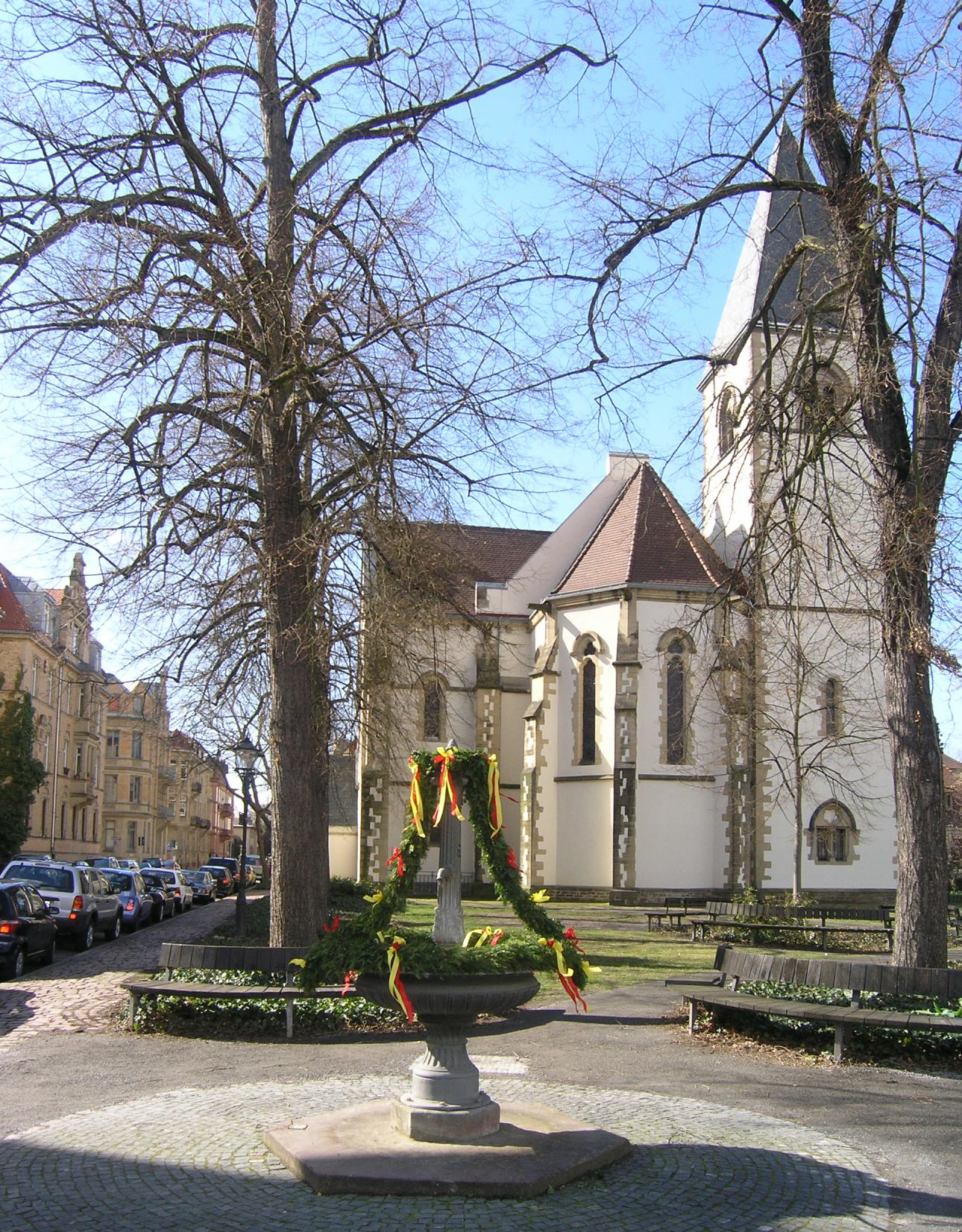
Altkatholische Kirche
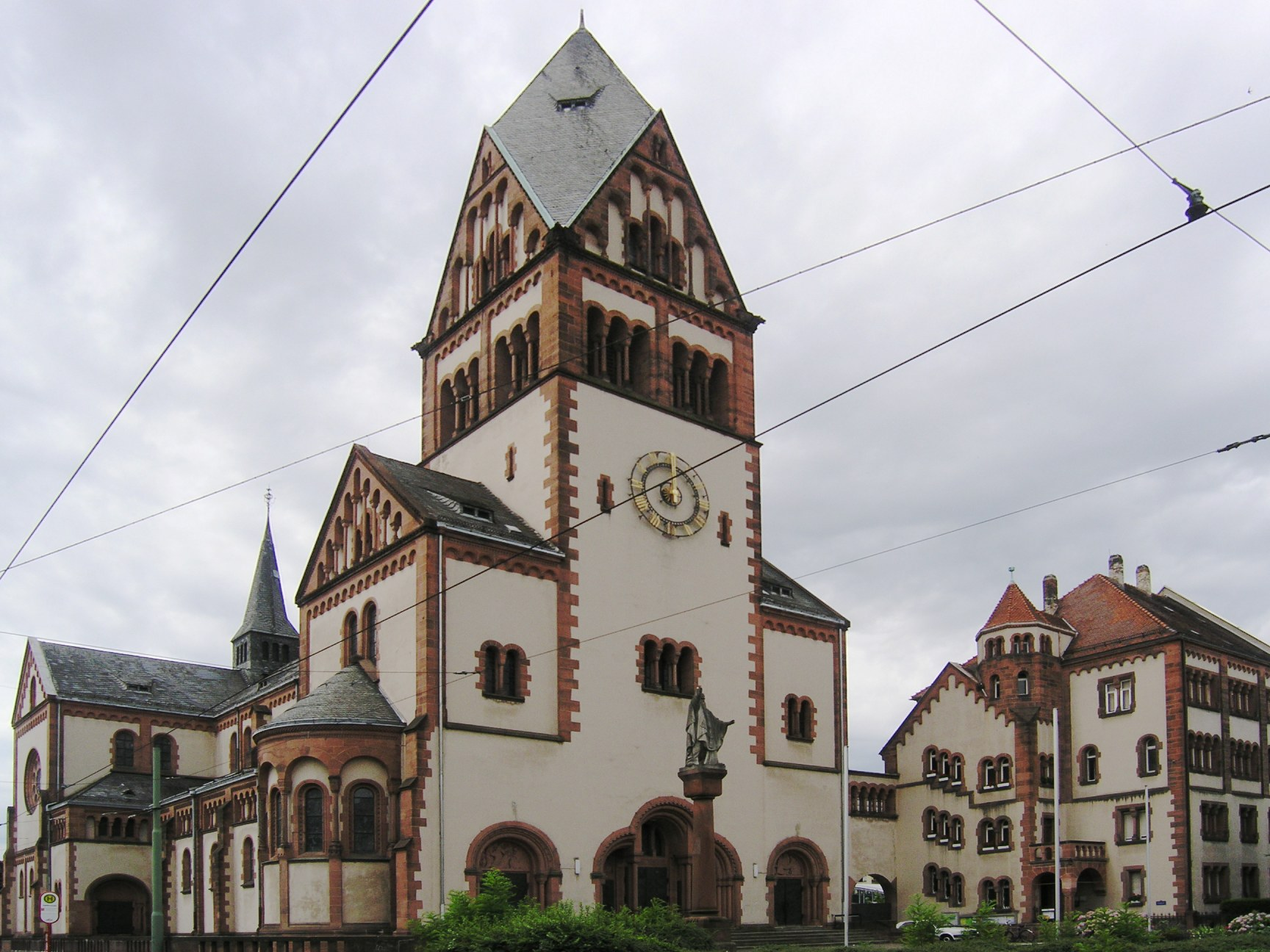
Bonifatius-Kirche
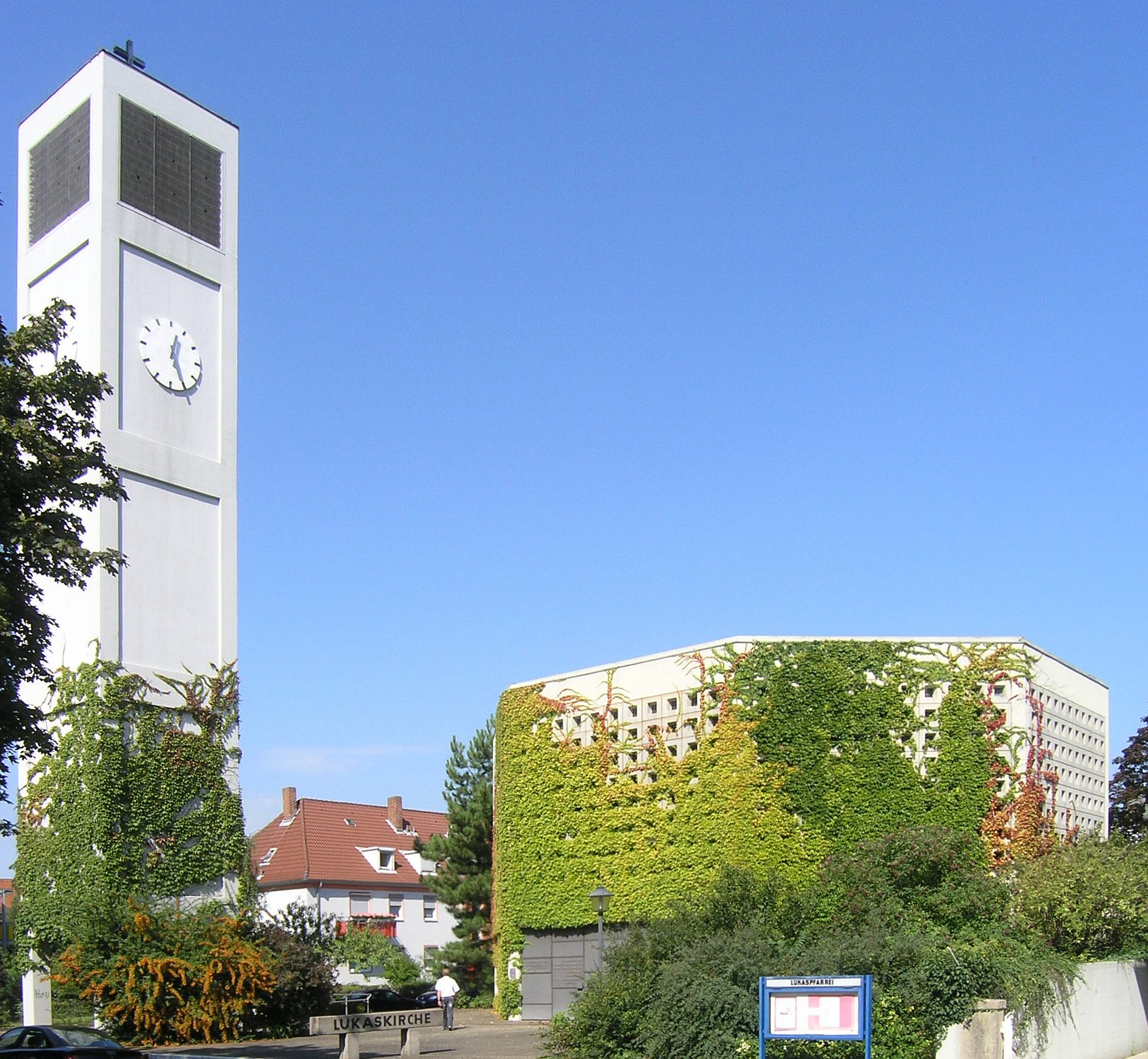
Lukaskirche
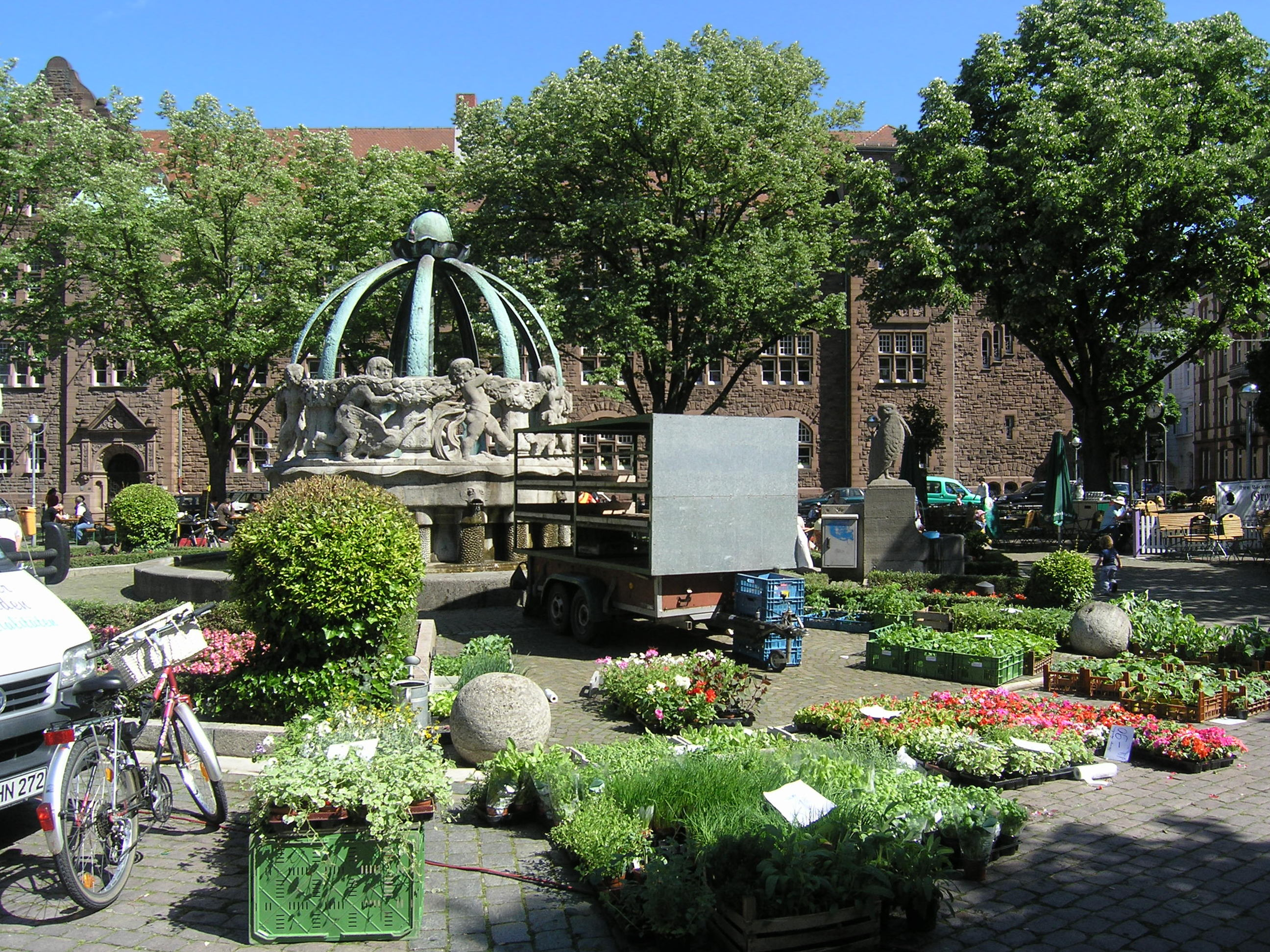
Gutenbergplatz
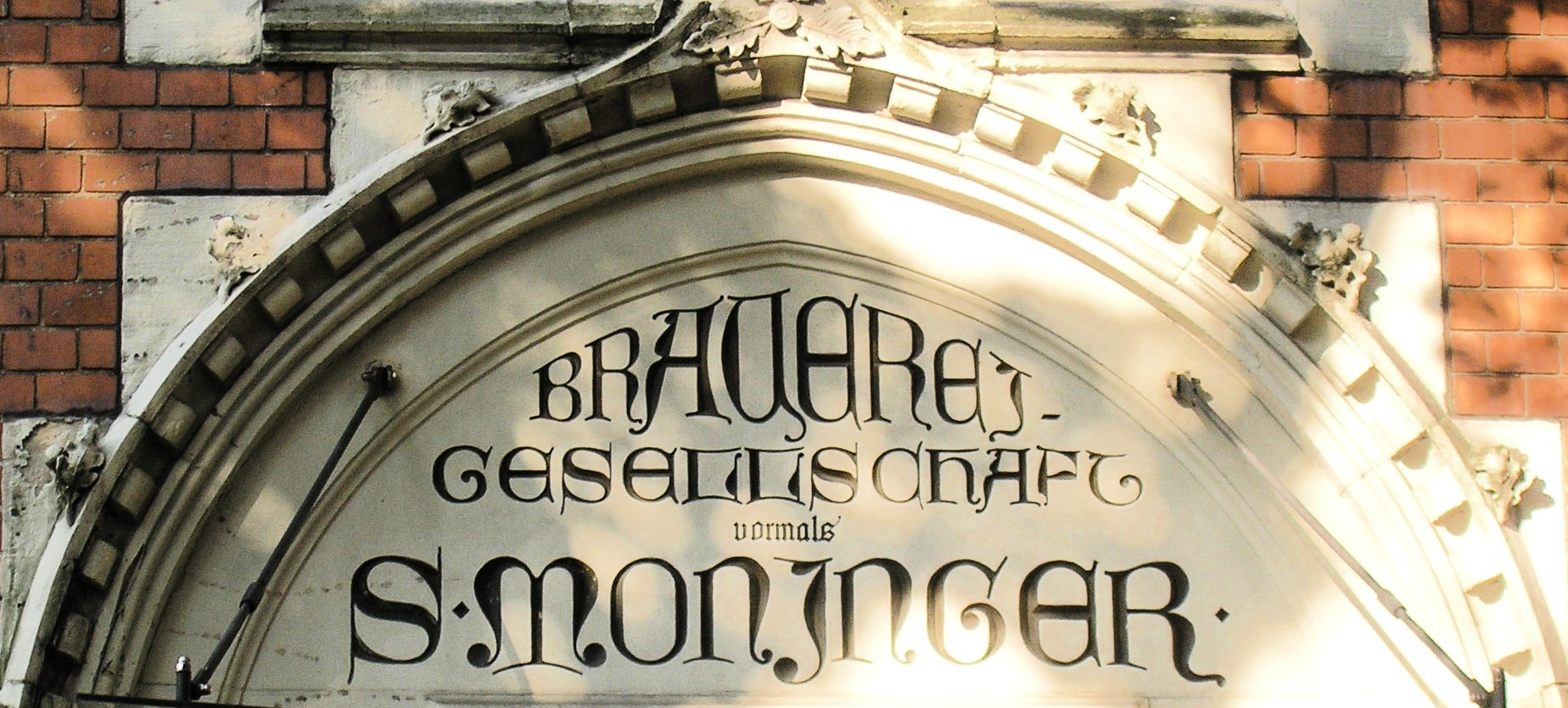
Jugendstil-Inschrift
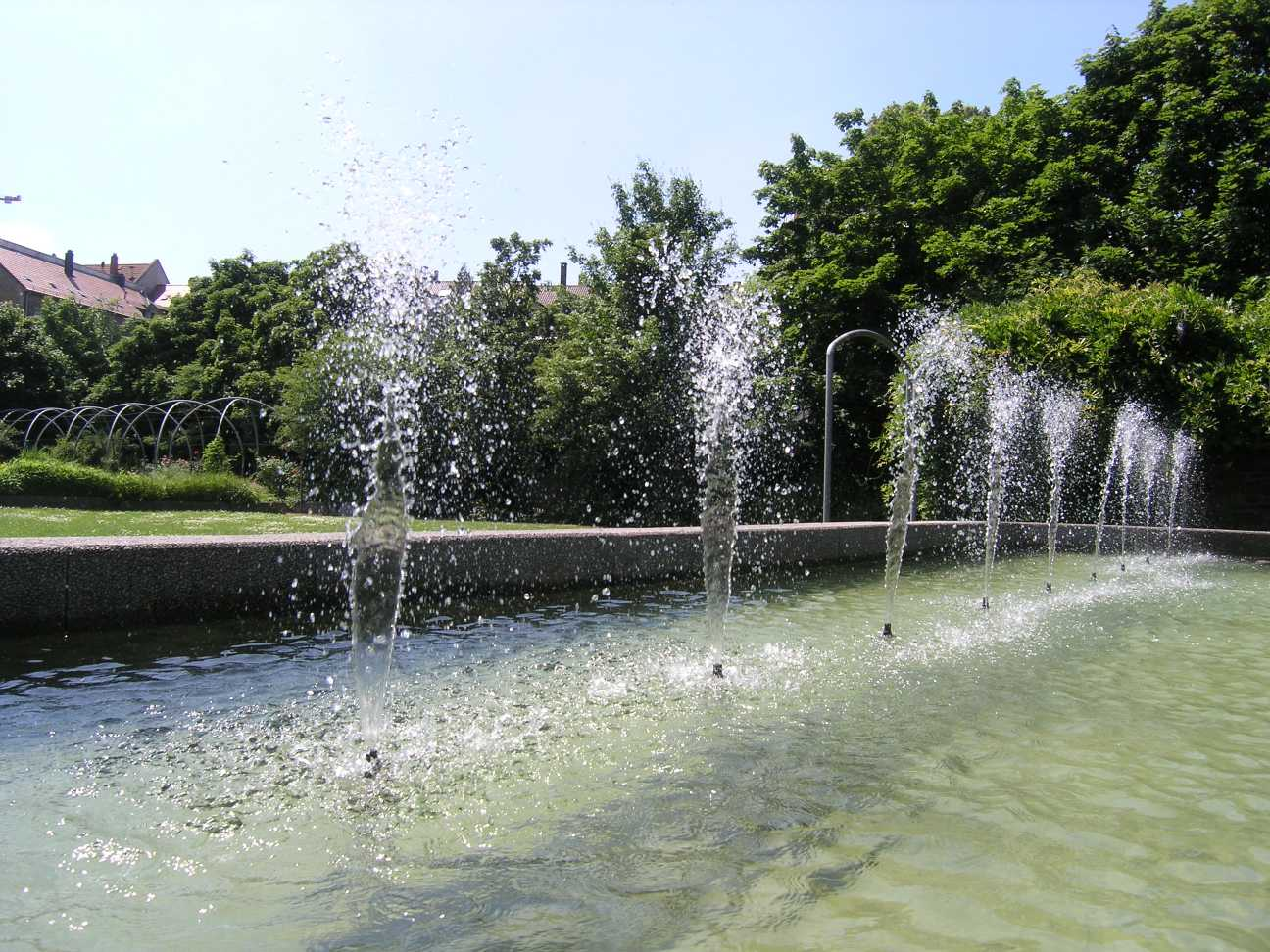
Park
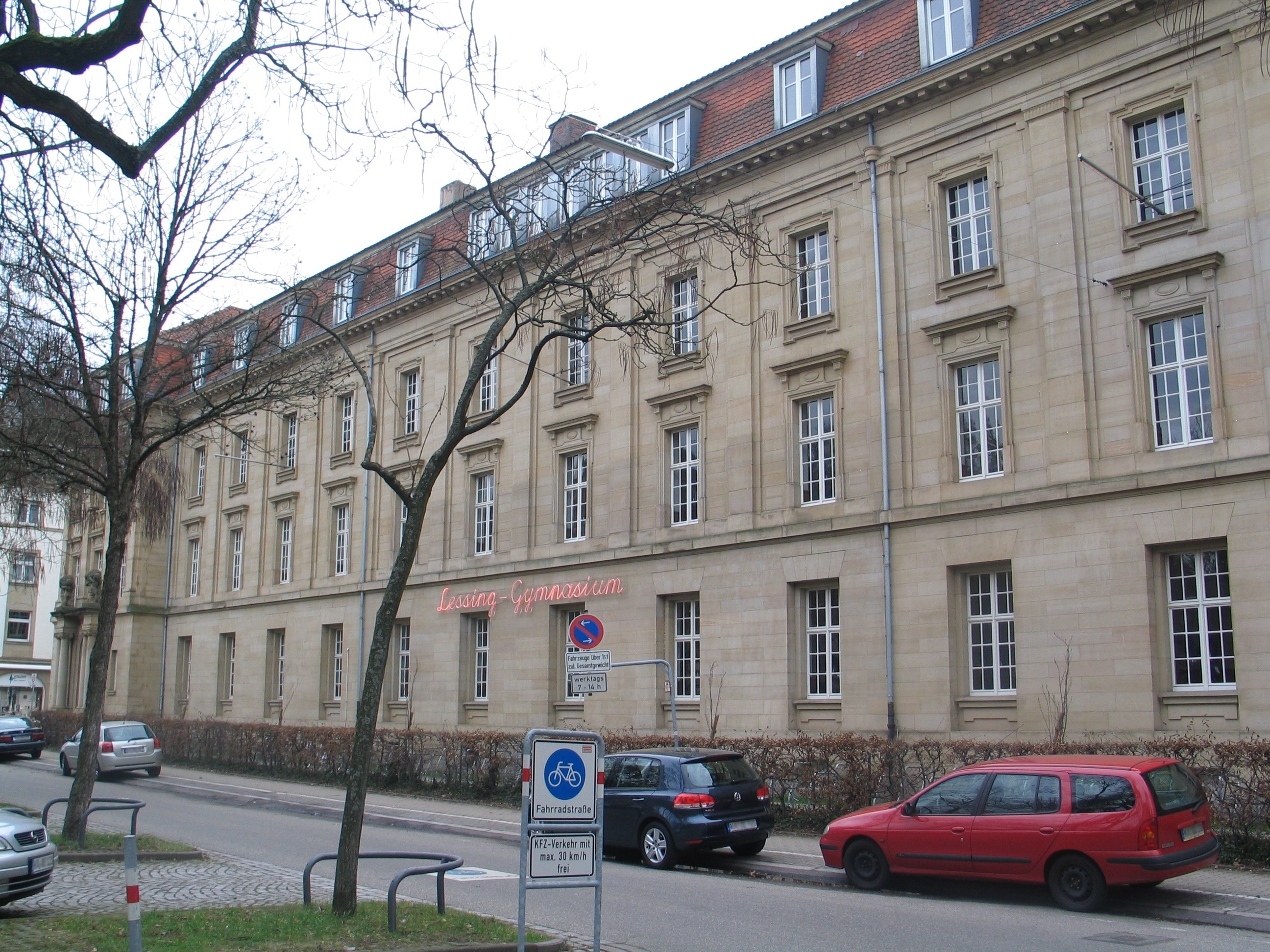
Lessing-Gymnasium am Gutenbergplatz